# Evgenij Gavrilenko
Evgenij Michajlovič Gavrilenko (in russo Евгений Михайлович Гавриленко?, in bielorusso Яўген Міхайлавіч Гаўрыленка?; Homel', 5 aprile 1951) è un ostacolista sovietico originario della Bielorussia, che ha gareggiato principalmente nei 400 metri ostacoli.
Ha gareggiato nei 400 metri ostacoli per l'Unione Sovietica ai Giochi olimpici di Monaco di Baviera 1972, giungendo al 6º posto, e ai Giochi olimpici di Montréal 1976 in cui ha vinto la medaglia di bronzo.
Ha vinto nella stessa specialità la medaglia di bronzo ai campionati europei di Roma 1974 ed è stato quattro volte campione sovietico (nel 1972 e dal 1974 al 1976).